# Valeri Bganba
Valeri Ramshukhovich Bganba (vila de Bzyb, no distrito de Gagra, União Soviética, 26 de agosto de 1953) é um político abecásio que atuou como primeiro ministro da Abecásia de 18 de setembro de 2018 até 23 de abril de 2020. Antes disso, ele foi o presidente da Assembléia Popular da Abecásia de 2012 a 2017 Ele foi eleito presidente em 3 de abril de 2012 e foi sucedido por Valery Kvarchia em 12 de abril de 2017. Bganba tornou-se presidente interino em 1 de junho de 2014, após a renúncia de Alexander Ankvab como resultado da crise política de 2014. Em 25 de setembro de 2014, ele foi substituído por Raul Khajimba, vencedor das eleições presidenciais em 24 de agosto.

## Vida pregressa
Valeri Bganba nasceu em 26 de agosto de 1953 na vila de Bzyb, no distrito de Gagra. Entre 1971 e 1976, estudou do Instituto de Agricultura Kuban.

## Carreira política
Em 1991, Valeri Bganba foi eleito para o Soviete Supremo da Abecásia. Em 1998, e novamente em 2001, ele foi eleito Presidente da Assembléia Distrital de Gagra. Em dezembro de 2002, Bganba foi nomeado governador do distrito de Gagra, sucedendo a Grigori Enik, que havia sido nomeado chefe do Comitê Estadual de Alfândegas. Em 25 de maio de 2006, Bganba foi demitido pelo Presidente Sergei Bagapsh, e sucedido por Astamur Ketsba para o cargo de presidente do Soviete Supreme da Abecásia.
Em março de 2007, Bganba tornou-se mais uma vez membro da Assembléia Popular da Abecásia, quando nas eleições gerais obteve uma segunda vitória no círculo eleitoral no. Nas eleições de março de 2012, ele foi um dos únicos cinco deputados a manter seu assento. Durante a primeira sessão da 5ª convocação da Assembléia Popular em 3 de abril, Bganba foi eleito Presidente, derrotando Raul Khajimba por 21 votos a 11. O antecessor de Bganba como Presidente, Nugzar Ashuba, não conseguiu ser reeleito.

## Primeiro ministro
Se tornou o primeiro-ministro da Abecázia em 18 de setembro de 2018.